# Gobiesox
Gobiesox is een geslacht van straalvinnige vissen uit de familie van de schildvissen (Gobiesocidae).
Het geslacht is beschreven in 1800 door Bernard Germain de Lacépède.

## Soorten
- Gobiesox adustus Jordan & Gilbert, 1882
- Gobiesox aethus (Briggs, 1951)
- Gobiesox barbatulus Starks, 1913
- Gobiesox canidens (Briggs, 1951)
- Gobiesox crassicorpus (Briggs, 1951)
- Gobiesox daedaleus Briggs, 1951
- Gobiesox eugrammus Briggs, 1955
- Gobiesox fluviatilis Briggs & Miller, 1960
- Gobiesox fulvus Meek, 1907
- Gobiesox juniperoserrai Espinosa Pérez & Castro-Aguirre, 1996
- Gobiesox juradoensis Fowler, 1944
- Gobiesox lucayanus Briggs, 1963
- Gobiesox maeandricus (Girard, 1858)
- Gobiesox marijeanae Briggs, 1960
- Gobiesox marmoratus Jenyns, 1842
- Gobiesox mexicanus Briggs & Miller, 1960
- Gobiesox milleri Briggs, 1955
- Gobiesox multitentaculus (Briggs, 1951)
- Gobiesox nigripinnis (Peters, 1860)
- Gobiesox nudus (Linnaeus, 1758)
- Gobiesox papillifer Gilbert, 1890
- Gobiesox pinniger Gilbert, 1890
- Gobiesox potamius Briggs, 1955
- Gobiesox punctulatus (Poey, 1876)
- Gobiesox rhessodon Smith, 1881
- Gobiesox schultzi Briggs, 1951
- Gobiesox stenocephalus Briggs, 1955
- Gobiesox strumosus Cope, 1870
- Gobiesox woodsi (Schultz, 1944)